# Quid Pro Quo (album)
Quid Pro Quo je 29. studiové album britské rockové skupiny Status Quo, vydané 27. května 2011. Album obsahuje čtrnáct nových skladeb, to vše doplněné o nově nahranou verzi písně „In the Army Now“ z roku 1986. V žebříčku UK Albums Chart se album umístilo na desátém místě.

## Seznam skladeb
| Pořadí | Název                   | Autor                       | Délka |
| ------ | ----------------------- | --------------------------- | ----- |
| 1.     | Two Way Traffic         | Francis Rossi, John Edwards | 4:00  |
| 2.     | Rock 'n' Roll 'n' You   | Rossi, Andy Bown            | 3:32  |
| 3.     | Dust to Gold            | Rossi, Bown, Edwards        | 4:52  |
| 4.     | Let's Rock              | Rick Parfitt, Morris        | 4:28  |
| 5.     | Can't See for Looking   | Parfitt, Bown, Edwards      | 3:55  |
| 6.     | Better Than That        | Rossi, Bob Young            | 3:18  |
| 7.     | Movin' On               | Rossi, Young                | 4:05  |
| 8.     | Leave a Little Light On | Parfitt, Morris             | 4:05  |
| 9.     | Any Way You Like It     | Bown, Crook, Edwards        | 3:18  |
| 10.    | Frozen Hero             | Rossi, Bown                 | 4:21  |
| 11.    | Reality Cheque          | Parfitt, Edwards            | 4:05  |
| 12.    | The Winner              | Rossi, Young                | 3:18  |
| 13.    | It's All About You      | Rossi, Young                | 2:54  |
| 14.    | My Old Ways             | Rossi, Young                | 3:04  |
| 15.    | In the Army Now (2010)  | Rob Bolland, Ferdi Bolland  | 3:53  |

## Sestava
Status Quo
- Francis Rossi – sólová kytara, zpěv
- Rick Parfitt – rytmická kytara, zpěv
- John „Rhino“ Edwards – baskytara, zpěv
- Andy Bown – klávesy
- Matt Letley – bicí

Ostatní
- Bob Young – harmonika (13)
- Nick Rossi – doprovodný zpěv (2, 6, 7, 12, 13, 14)
- Simon Clarke – barytonsaxofon (4)
- Paul Spong – trubka (4)
- Tim Sanders – tenorsaxofon (4)